# Гранатомет
Гранатомет  е огнестрелно оръжие, предназначено за поразяване на жива сила, бронирана и небронирана бойна техника, отбранителни съоръжения и др. цели, посредством гранати. Повечето гранатомети са преносими, предназначени за стрелба от рамо, оръжия.

## Основна класификация

### Според конструкцията
Ръчни гранатомети

Дулни гранатомети
Подцевни гранатомети
Монтирани на лафет (еднозарядни и автоматични)

### Според предназначението
противотанкови
противопехотни
многоцелеви

### Според устройството на ствола
гладкостволни
нарезни
със сгъваем ствол
със сглобяем ствол